# ابراهیم کیان طهماسبی
ابراهیم کیان طهماسبی (زاده ۶ خرداد ۱۳۳۳) بازیکن سابق فوتبال اهل ایران است.
وی سابقه بازی در تیم‌های باشگاه فوتبال تراکتورسازی، تهران‌جوان و باشگاه فوتبال پرسپولیس را دارد. طهماسبی همچنین ۳ بازی و ۲ گل ملی برای تیم ملی فوتبال ایران در کارنامه دارد.

## دوران ملی
وی در سه دیدار در جام قائد اعظم برای تیم ملی فوتبال ایران در مقابل تیم‌های ملی عمان، نپال و بنگلادش در سال ۱۹۸۲ به میدان رفته و در مقابل تیم‌های عمان و بنگلادش موفق به گل‌زنی شده است.